# Червоногригорівська селищна рада
Червоногриго́рівська се́лищна ра́да — адміністративно-територіальна одиниця та орган місцевого самоврядування в Нікопольському районі Дніпропетровської області. Адміністративний центр — селище міського типу Червоногригорівка.

## Загальні відомості
- Населення ради: 6 661 особа (станом на 1 січня 2013 року)

## Населені пункти
Селищній раді підпорядковані населені пункти:
- смт Червоногригорівка

## Склад ради
Рада складається з 30 депутатів та голови.

### Депутати
За результатами місцевих виборів 2010 року депутатами ради стали:

#### За суб'єктами висування
| Суб'єкт висування | Кількість обраних депутатів | %   |
| ----------------- | --------------------------- | --- |
| Партія регіонів   | 30                          | 100 |

#### За округами
| № округу        | Прізвище, ім'я, по батькові     | Дата визнання обраним | Освіта  | Партійна приналежність | Відомості про обраного депутата                                                                 |
| --------------- | ------------------------------- | --------------------- | ------- | ---------------------- | ----------------------------------------------------------------------------------------------- |
| Партія регіонів |                                 |                       |         |                        |                                                                                                 |
| 1               | Гавриленко Вадим Валентинович   | 02.11.2010            | вища    | член Партії регіонів   | Нікопольська дитяча стоматологія, головний лікар                                                |
| 2               | Канищев Леонід Віталійович      | 02.11.2010            | вища    | член Партії регіонів   | Томаківська дільниця Нікопольського регіонального управління водного господарства, начальник    |
| 3               | Чебердин Юлія Василівна         | 02.11.2010            | вища    | член Партії регіонів   | Червоногригорівський дошкільний навчальний заклад, вихователь                                   |
| 4               | Філь Світлана Анатоліївна       | 02.11.2010            | вища    | член Партії регіонів   | Червоногригорівська селищна поліклініка, головний лікар                                         |
| 5               | Бобух Анатолій Іванович         | 02.11.2010            | вища    | член Партії регіонів   | приватне підприємство "Агрофірма «Славутич», завідувач механічною майстернею                    |
| 6               | Подляшко Зоя Василівна          | 02.11.2010            | вища    | член Партії регіонів   | приватне підприємство "Агрофірма «Славутич», обліковець                                         |
| 7               | Зашейко Юрій Федорович          | 02.11.2010            | вища    | член Партії регіонів   | тимчасово не працює                                                                             |
| 8               | Головатий Сергій Миколайович    | 02.11.2010            | середня | член Партії регіонів   | приватний підприємець                                                                           |
| 9               | Гавриленко Любов Володимирівна  | 02.11.2010            | вища    | член Партії регіонів   | Нікопольський районний територіальний центр, соціальний працівник                               |
| 10              | Довганич Наталія Михайлівна     | 02.11.2010            | вища    | член Партії регіонів   | Червоногригорівська селищна рада, голова                                                        |
| 11              | Бережний Олександр Миколайович  | 02.11.2010            | вища    | член Партії регіонів   | Червоногригорівська загальноосвітня середня школа І-ІІІ ст., вчитель                            |
| 12              | Іванов Іван Іванович            | 02.11.2010            | вища    | член Партії регіонів   | приватне підприємство "Агрофірма «Славутич», тренер                                             |
| 13              | Лебеденко Олександр Миколайович | 02.11.2010            | вища    | член Партії регіонів   | приватний підприємець                                                                           |
| 14              | Стоянов Олександр Миколайович   | 02.11.2010            | вища    | член Партії регіонів   | приватний підприємець                                                                           |
| 15              | Науменко Валентина Андріївна    | 02.11.2010            | вища    | член Партії регіонів   | Червоногригорівська селищна рада, секретар                                                      |
| 16              | Чумаченко Іван Іванович         | 02.11.2010            | середня | член Партії регіонів   | ЗАТ "Сільська риболовецька бригада «Нікополь», приймальник                                      |
| 17              | Ковальов Сергій Васильович      | 02.11.2010            | вища    | член Партії регіонів   | тимчасово не працює                                                                             |
| 18              | Дяченко Леонід Миколайович      | 02.11.2010            | вища    | член Партії регіонів   | Нікопольське моторвагонне депо, слюсар контрольно-вимірювальних приладів                        |
| 19              | Журавель Григорій Миколайович   | 02.11.2010            | вища    | член Партії регіонів   | тимчасово не працює                                                                             |
| 20              | Борисенко Алла Валеріївна       | 02.11.2010            | вища    | член Партії регіонів   | Нікопольська районна рада, головний спеціаліст відділу інформаційного забезпечення              |
| 21              | Гавриленко Антоніна Григорівна  | 02.11.2010            | вища    | член Партії регіонів   | залізнична станція «Нікополь», начальник                                                        |
| 22              | Чуманова Наталія Вікторівна     | 02.11.2010            | вища    | член Партії регіонів   | Червоногригорівська початкова школа, вчитель                                                    |
| 23              | Романенко Олександр Миколайович | 02.11.2010            | вища    | член Партії регіонів   | пенсіонер                                                                                       |
| 24              | Журавель Валентина Петрівна     | 02.11.2010            | вища    | член Партії регіонів   | приватне підприємство "Агрофірма «Славутич», заступник директора з економічних питань           |
| 25              | Загоруля Андрій Володимирович   | 02.11.2010            | вища    | член Партії регіонів   | приватне підприємство "Агрофірма «Славутич», агроном-ентомолог                                  |
| 26              | Яковлєв Юрій Анатолійович       | 02.11.2010            | вища    | член Партії регіонів   | приватне підприємство "Агрофірма «Славутич», керуючий тракторно-рільничною дільницею            |
| 27              | Євтушенко Григорій Іванович     | 02.11.2010            | вища    | член Партії регіонів   | Червоногригорівська селищна рада, заступник голови                                              |
| 28              | Кулібаба Роман Валентинович     | 02.11.2010            | вища    | член Партії регіонів   | приватний підприємець                                                                           |
| 29              | Соляник Анатолій Борисович      | 02.11.2010            | середня | член Партії регіонів   | Нікопольський інститут вищого навчального закладу «Запорізький національний університет», водій |
| 30              | Негода Яків Андрійович          | 02.11.2010            | середня | член Партії регіонів   | Нікопольська ЦРЛ, водій                                                                         |